# Mosa-renano meridionale
Il mosa-renano meridionale (in tedesco Südniederfränkisch, olandese Zuid-Nederfrankisch, limburghese Zuudnederfrankisch, i.e. basso-francone meridionale), è un gruppo dialettale all'interno del mosa-renano, appartenente al ceppo basso francone.
Il mosa-renano meridionale viene parlato in Belgio, in Germania e nei Paesi Bassi. 
Per i linguisti germanici ne farebbe parte il limburghese. Non fa parte delle Lingue tedesche centrali occidentali.